# Edward Lessimore
Edward Lessimore (n. 20 ianuarie 1881, Barton Regis Hundred⁠(d), Regatul Unit – d. 7 martie 1960, Bristol, Anglia, Regatul Unit) a fost un trăgător de tir ce a reprezentat Regatul Unit al Marii Britanii și al Irlandei de Nord, medaliat olimpic. A participat la o ediție a Jocurilor Olimpice (1912) în care a câștigat o medalie de aur.

## Participări
Lista de mai jos prezintă principalele competiții la care a participat Edward Lessimore de-a lungul carierei.
- shooting at the 1912 Summer Olympics – men's 50 metre team small-bore rifle[*]